# عصب وركي
العصب الوركي أو النَّسا (بالإنجليزية: Sciatic nerve)‏ هو عصب كبير في البشر والحيوانات الأخرى. ويبدأ من أسفل الظهر ويمر من خلال الأرداف إلى أسفل الطرف السفلي .هو أطول وأوسع عصب في جسم الإنسان، حيث يمتد من الجزء العلوي للساق إلى القدم من الجانب الخلفي. يوفر العصب الوركي الاتصال بالجهاز العصبي لكامل الجلد في الساق تقريباً، وعضلات الجزء الخلفي من الفخذ، وتلك من الساق والقدم أيضاً. وهو مشتق من الأعصاب في العمود الفقري تحديداً من العصب القطني الرابع إلى العصب العجزي الثالث. ويحتوي على ألياف عصبية من كل من الانقسامات الأمامية والخلفية للضفيرة القطنية العجزية.

## البِنى
يتم تشكيل العصب الوركي من العصب القطني الرابع إلى العصب العجزي الثالث وهو جزء من الضفيرة العجزية، ومجموعة من الألياف العصبية التي تخرج من الجزء العجزي للحبل الشوكي. الألياف تجتمع لتشكل عصباً واحداً أمام العضلة الكمثرية.العصب يمر تحت العضلة الكمثرية ومن خلال الثقبة الوركية الكبرى، خارجاً من الحوض .من هنا، فإنه ينتقل من أسفل خلف الفخذ إلى الحفرة المأبضية.
يرتحل العصب في الحيز الخلفي للفخذ (سطحياً) تحت العضلة المقربة الكبيرة وهو في حد ذاته (بشكل عميق) أمام واحدمن رؤوس العضلة ذات الرأسين الفخذية. في الحفرة المأبضية، ينقسم العصب إلى فرعين:
- عصب قصبة الساق،والذي يرتحل من أسفل الحيز الخلفي للساق إلى القدم
- العصب الشظوي الأصلي، والذي يرتحل أسفل الحيز الأمامي والجانبي للساق إلى القدم.

العصب الوركي هو أكبر عصب في جسم الإنسان.

## الوظيفة
العصب الوركي يغذي الإحساس بجلد القدم، وكذلك كامل الساق السفلية (باستثناء الجانب الداخلي). يتم تغذية الإحساس بالجلد في باطن القدم من قبل العصب قصبي، والساق السفلية والسطح العلوي من القدم عن طريق العصب الشظوي الأصلي.
العصب الوركي أيضاً يغذي العضلات. خاصةً:
- عن طريق عصب قصبة الساق، العضلات في الحيز الخلفي للساق وأسفل القدم (الجانب الأخمصي).
- عن طريق العصب الشظوي المشترك، والعضلات في الحيز الأمامي والجانبي للساق.

## الأهمية الطبية

### عرق النسا
عرق النسا هو الألم الناجم عن ضغط أو تهيج العصب الوركي بسبب مشكلة في أسفل الظهر. وتشمل الأسباب الشائعة لعرق النسا الحالات التالية لأسفل الظهر والورك: الانزلاق الغضروفي، وأمراض القرص التنكسية، تضيق العمود الفقري القطني، الانزلاق الفقاري، ومتلازمة الكمثرية .وتشمل الأسباب الحادة الأخرى لعرق النسا السعال، وارتفاع ضغط الدم العضلي، والعطاس.

### الإصابات
تحدث إصابة العصب الوركي بنسبة 0.5٪ إلى 2.0٪ من الوقت خلال عمليات استبدال المفصل الوركي. شلل العصب الوركي هو مضاعفات من استبدال المفصل الوركي مع حدوث من 0.2٪ إلى 2.8٪ من الوقت، أو مع حدوث 1.7٪ إلى 7.6٪ بعد المراجعة. في حالات نادرة، قد يرتطم المسمار، أو جزء من العظام، أو قطعة مكسورة من الأسلاك المدورة، وقد يؤدي إلى شلل العصب الوركي والذي من الممكن أن يُعالج بإزالة تلك الأجزاءوتحرير العصب. من الممكن أن يُحاط العصب بالسليلوز المؤكسد المجدد والذي يحمي من النُدب المستقبلية. ينتج شلل العصب الوركي أيضاً بسبب تضييق العمود الفقري الذي يلحق بالعملية، والذي من الممكن معالجته بجراحة إزلة الضغط عن العمود الفقري. ومن غير الواضح ما إذا كان العلاج العكسي قادر على فك ضغط الفقرات العجزية، إذ يبدو أنه يعمل فقط على الأجزاء القطنية من العصب الوركي.
قد تحدث إصابة العصب الوركي أيضاً من الحقن التي أجريت بشكل غير صحيح في الأرداف، ويمكن أن تؤدي إلى فقدان الأحساس.

### أمراض أخرى
يؤدي قطع العظم حول الحقي المنسوب لبيرن إلى عجز كبير في العصب الوركي أو العصب الفخذي بنسبة 2.1٪ من 1760 مريضاً، منهم النصف تقريبا شهدوا تعافياً كاملاً في غضون 5.5 أشهر.
فحص العصب الوركي من الممكن أن يتم باستخدام التنظير الداخلي، فهو يعتبر إجراء غير باضع لتقييم الآفات التي قد تلحق بالعصب.

## صور إضافية

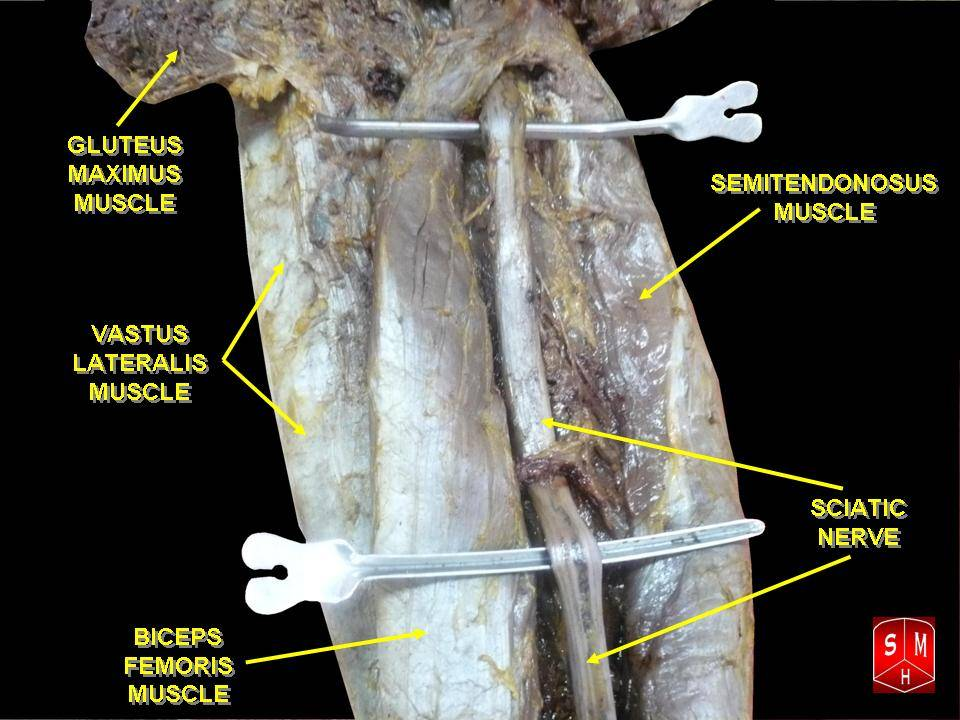
العصب الوركي.
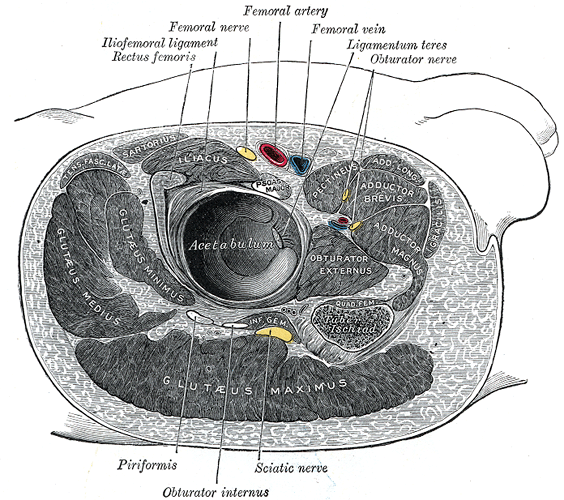
البنى المحيطة بمفصل الورك اليسار .
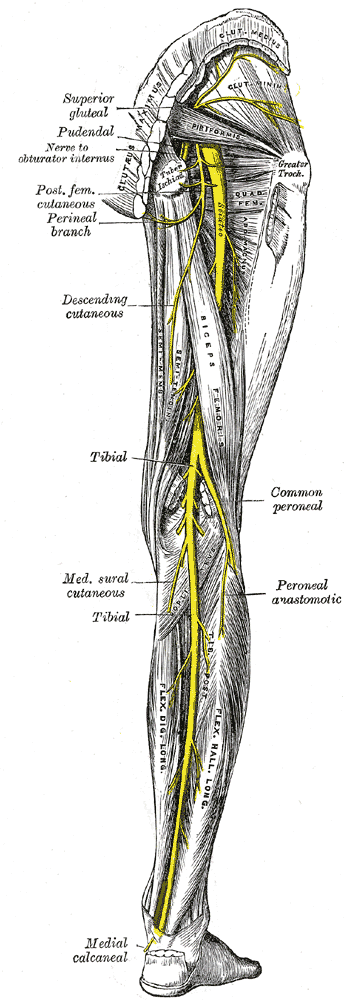
أعصاب الطرف اليمين السفلي. منظر خلفي.
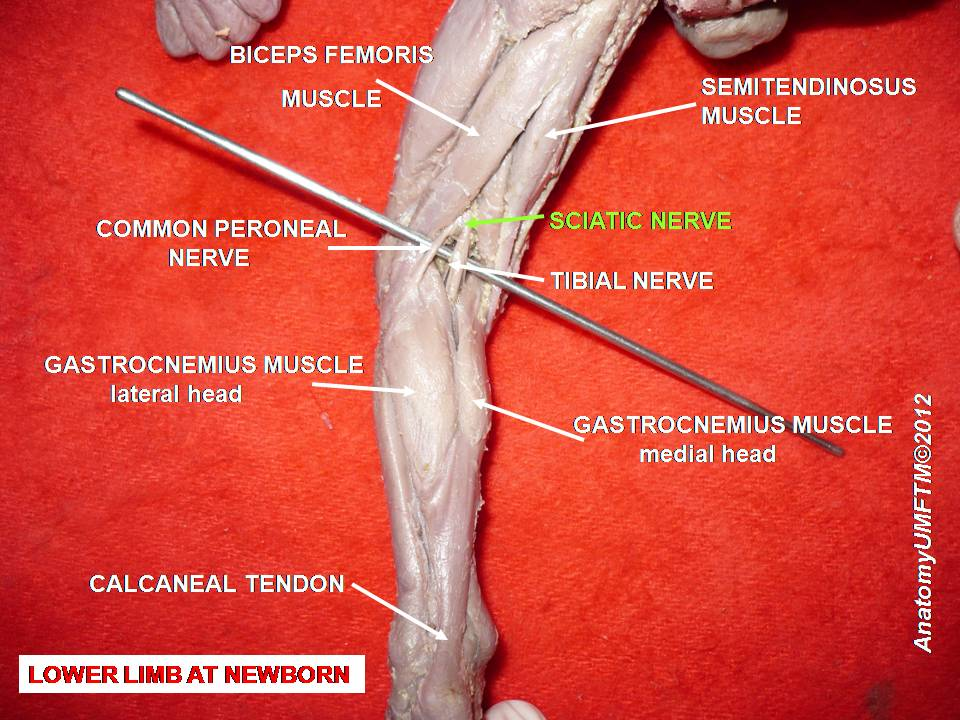
العصب الوركي.
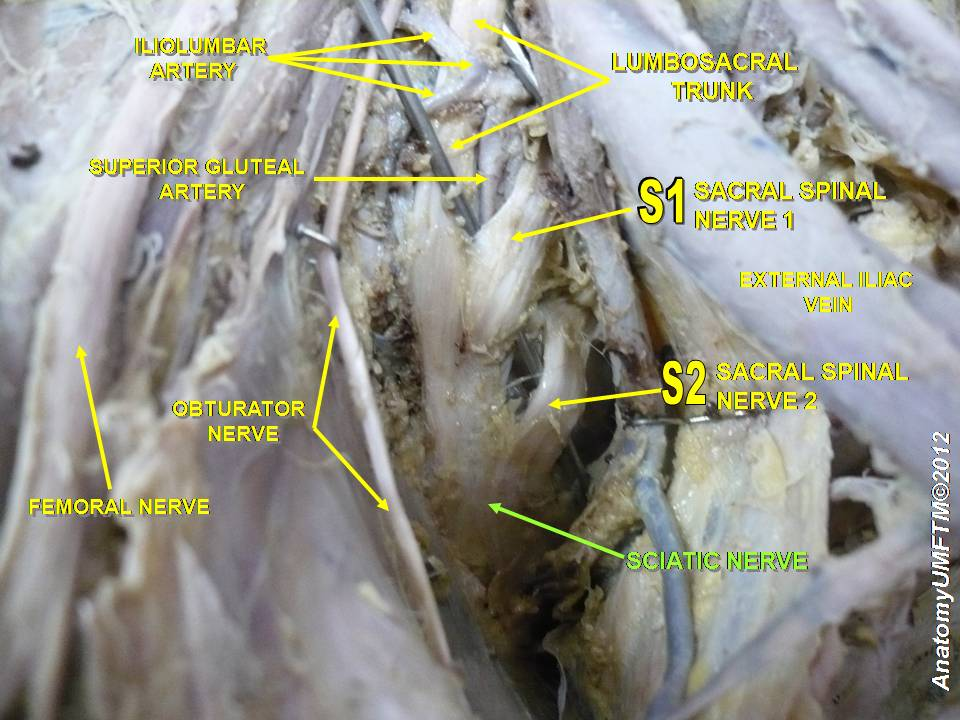
العصب الوركي.
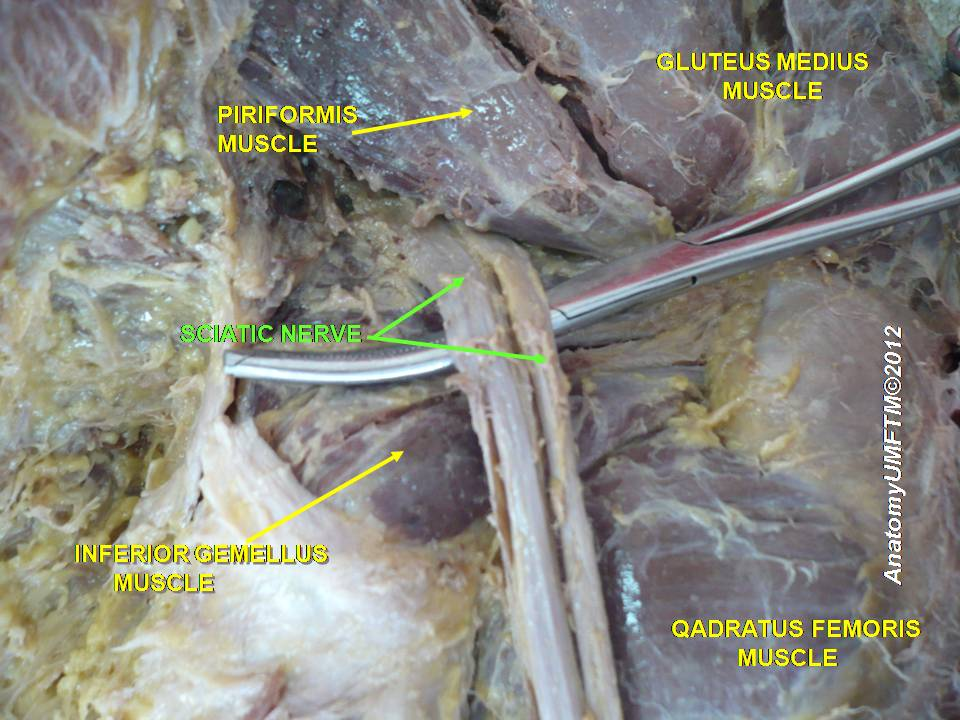
العصب الوركي.